# Windsor Mountain School
Die Windsor Mountain School ist nach der Vertreibung des Ehepaars Gertrud und Max Bondy vom Landerziehungsheim Schule Marienau durch die Nationalsozialisten im Jahre 1937 und der danach in der Schweiz gegründeten Schule Les Rayons eine weitere Schulgründung von ihnen.

## Vorgeschichte der Windsor Mountain School
Max Bondy ist der Bruder des Psychologen und Sozialforschers Curt Bondy; seine Frau Gertrud (geboren am 7. Oktober 1889 in Prag als Gertrud Wiener, gestorben am 30. April 1977 in Detroit) war Ärztin und Psychoanalytikerin. Ihre Schulgründungen stehen in der Tradition der deutschen Reformpädagogik.
Erste Schulgründung von Max Bondy war 1920 zusammen mit Ernst Putz die Freie Schul- und Werkgemeinschaft Sinntalhof auf dem Sinntalhof bei Bad Brückenau in Unterfranken. Dieses Schulprojekt scheiterte wegen Differenzen zwischen den beiden Partnern um die Leitung der Schule, und so ging Bondy 1923 mit einem Teil der Schüler und der Mitarbeiter nach Gandersheim in Niedersachsen. In Zusammenarbeit mit seiner Frau Gertrud baute er hier die Schulgemeinde Gandersheim auf, die 1929 nach Marienau, einem Ortsteil der Gemeinde Dahlem (Niedersachsen), umzog und sich fortan Schulgemeinde auf Gut Marienau nannte. Daraus ist das noch heute bestehende Landerziehungsheim Schule Marienau entstanden.
Nach der nationalsozialistischen Machtergreifung wurde der Druck auf die Bondys immer stärker. 1936 emigrierte deshalb zunächst Gertrud Bondy mit zwei ihrer drei Kinder, Ulla und Heinz, in die Schweiz und baute in Gland VD zusammen mit dem ehemaligen Schüler Harald Baruschke die Schule Les Rayons auf.
Nach der Quasienteignung der Schule Marienau und deren Übergabe an den neuen Schulleiter Bernhard Knoop emigrierte auch Max Bondy zusammen mit seiner ältesten Tochter Annemarie im Sommer 1937 in die Schweiz. Da den Bondys angesichts der drohenden Kriegsgefahren auch die Schweiz nicht sicher genug erschien, erfolgte der Entschluss zu einer erneuten Emigration. 1939 erfolgte die Übersiedelung in die USA; Les Rayons konnte unter der Leitung von Harald und Hannele Baruschke noch bis 1943 weiterarbeiten und musste dann aus finanziellen Gründen geschlossen werden.

## Die Anfänge in den USA
Das Management der Übersiedlung in die USA oblag wiederum einem Marienauer Altschüler, Georg Roeper, der kurz nach der Übersiedelung Annemarie Bondy heiratete. Er ging bereits ein halbes Jahr vor den Bondys in die USA, um dort einen neuen Schulstandort zu finden, und fand ihn auf der „Juniper Hill Farm“ in Windsor (Vermont). Der Schulbetrieb begann am 1. Oktober 1939 mit drei Schülern, wobei einer davon der eigene Sohn Heinz war, und eine Schülerin die Tochter von Carl Zuckmayer, Winnetou Zuckmayer. Bereits ein Jahr später war sich Gertrud Bondy aber schon sicher, dass im beginnenden Schuljahr 1940/41 15 Schülerinnen und Schüler die Schule besuchen würden. Über Zuckmayer kam auch der Kontakt zu Dorothy Thompson zustande. Nach Chartok gehörten sowohl die Bondys als auch die Zuckmayers zu jenen Flüchtlingen, denen Dorothy Thompson mit Unterstützung von Eleanor Roosevelt und Franklin D. Roosevelt die Einreise in die USA ermöglicht hatte, und über Thompson entstanden wiederum die Kontakte zu Dorothy Canfield Fisher und dem Schriftsteller und Buchhändler Walter Hard. Beide kamen oft in die Schule „und hielten Vorträge für die Schüler und trugen zum Leben der Schule bei“.
Das Schuljahr 1940/41 fand bereits an einem anderen Ort statt. Die Schule wurde nach Manchester (Vermont) verlegt und blieb dort die nächsten vier Jahre in einem Gebäude mit dem Namen „Wilburton Hall“, wo die Bondys, so Chartock, could „continue their humanistic educational mission“. Dass diese „humanistic educational mission“ allerdings nur einem – für Privatschulen nicht untypischen – Adressatenkreis zugutekommen konnte, macht ein von Chartok wiedergegebener Ausschnitt aus einem Prospekt der späteren Nutzer von „Wilburton Hall“ deutlich. Dort heißt es: „During the World War II, the Wilkbur family leased the mansion to the Windsor Mountain School, a school for the children of Berlin’s artists and high society who had fled from Nazi Germany.“ Neun amerikanische und fünf Schülerinnen und Schüler aus anderen Ländern besuchten die Schule nun, ihr Alter lag zwischen acht und 17 Jahren. Winnetou Zuckmayer machte in „Wilburton Hall“ ihren Schulabschluss, und in der Zeit gehörte auch Hugo Moser zu den Schülern, der später als Professor für Neurologie und Pädiatrie an der Johns-Hopkins-Universität internationale Anerkennung gewann.

## Die Windsor Mountain School in Lenox
Am 17. Juli 1944 erschien in der Zeitung „Berkshire Eagle“ ein Artikel, in dem mitgeteilt wurde, dass ein Anwesen in Lenox „was sold today to Dr. Max Bondy, head of the Windsor Mountain School of Manchester, Vt. The co-educational preparatory school will take possession Aug.1.“ Für die Bondys muss das ein Glücksfall gewesen sein, denn laut dem Artikel hatte das Anwesen einen Wert von 150000 Dollar, war aber nur für 90000 Dollar angeboten und schließlich für einen Betrag von etwa 50000 Dollar erworben worden. Lenox (Berkshire County) im Staate Massachusetts lag zudem in einer landschaftlich reizvollen Umgebung mit reichhaltigen Angeboten für kulturelle Aktivitäten und Freizeitmöglichkeiten, Punkte die die Bondys laut Chartock in der Werbung für ihre Schule herauszustellen trachteten.
Der bereits zitierte Artikel im „Berkshire Eagle“ gibt noch ein paar weitere Auskünfte über die Schule zur Zeit ihres Umzugs. Demnach wurde sie 1944 von 46 Schülerinnen und Schülern besucht, darunter zehn englischen, die 1500 Dollar Schulgeld im Jahr zu entrichten hatten. Von einem „elementary and highschool courses“ umfassenden „well balanced curriculum“ ist die Rede, das neben „special opportunities in languages“ auch vielfältige Sportangebote umfasste. Durch Gertrud Bondys Abschluss in Medizin sei für die medizinische Versorgung der Schülerschaft gesorgt. Mr. Bondy plane bereits für die Zeit nach dem Krieg und beabsichtige einen Austausch mit seiner früheren Schule in der Schweiz, um Schülern ein Auslandsjahr zu ermöglichen.
Die Windsor Mountain School war auch in Lenox noch von einer europäischen Atmosphäre geprägt. Die relativ kleine Schülerschaft, multikulturell zusammengesetzt, ermöglichte individualisiertes Lernen und individuelle Beratung – nicht zuletzt auch durch Gertrud Bondy, die zusammen mit Sigmund Freud studiert hatte. Zu den pädagogischen Prinzipien gehörte das auf Erfahrung basierte Lernen, verbunden mit dem Angebot an die Schülerinnen und Schüler, das Tempo und die Struktur des Lernens weitgehend selbst zu definieren. Diese progressiven Bildungstechniken waren besonders geeignet für jene, die Schwierigkeiten hatten in traditionellen Umgebungen zu lernen. Und so verwundert es nicht, dass die „Windsor Mountain School was also a magnet for left leaning parents – some famous – who wanted their children to have a good but liberal education“.
Nach Rick Goeld tendierte Max Bondy dazu, die Windsor Mountain School als eine „freundliche Schule“ zu betrachten, eine Zuschreibung, die er statt der einer „progressiven Schule“ bevorzugt habe. Deren Ziel sei die Entwicklung gegenseitiger Anerkennung gewesen, von Respekt und, wenn möglich, Freundschaft zwischen jedem in der Gruppe und darüber hinaus. Die Bondys hätten eine Atmosphäre etabliert, in der Jugendliche ermutigt worden seien, ihre eigene Stimme zu finden, sich in radikalem politischen Denken ebenso zu üben wie in selbstmotivierten künstlerischen Bemühungen.
Hans Maeder, der später die Stockbridge School gründete, war von September 1944 an für ein Jahr als Deutschlehrer an der Windsor Mountain School tätig. Beide Schulen formten zusammen mit einer dritten für einige Zeit ein besonderes pädagogisches Feld: „In the Berkshires there were three private boarding schools focused on progressive education techniques: the Buxton School in Williamstown, the Stockbridge School in Stockbridge, and the Windsor Mountain School in Lenox. Only the Buxton School is still operating as of this date.“
Wie Annemarie Roeper-Bondy, die älteste Tochter von Max und Gertrud schreibt, litt ihr Vater schon in Deutschland „an Polyzythämie, einer Blutkrankheit, an der er dann später in Amerika starb“. Max Bondy starb am 13. April 1951 in Boston.
Die Windsor Mountain School wurde von Gertrud Bondy und dem Sohn Heinz fortgeführt.

## Die Windsor Mountain School nach dem Tode von Max Bondy
Nach dem Tode seines Vaters war Heinz Bondy (1925–2014) für die nächsten 25 Jahre – bis zur Schließung der Schule im August 1975 – der neue „Headmaster“. An der inhaltlichen Ausrichtung der Schule hat sich unter seiner Leitung wenig geändert, wie dem Nachruf in der Washington Post zu entnehmen ist: „During his tenure, he supported and championed racial integration of his school and schools in his community. He also helped establish the Boston-based A Better Chance program, which provided scholarships to prep schools for talented, disadvantaged students.“ Auch an anderer Stelle wird darauf verwiesen, dass er die Praxis seiner Eltern fortgesetzt habe, Waisen oder Kindern, die normalerweise nicht in der Lage waren, eine Privatschule zu besuchen, den Besuch der Windsor Mountain School zu ermöglichen. Um die Kosten für die Instandhaltung der Gebäude und des weitläufigen Grundstücks sicherzustellen, zur Aufrechterhaltung des Stipendienprogramms und zur Bezahlung der Lehrkräfte, war es jedoch erforderlich, die Schülerzahlen drastisch zu erhöhen. Ohne die politische und pädagogischen Philosophie der Schule zu gefährden, sei eine heterogenen Schülerschaft rekrutiert worden, und im Jahre 1970 seien 40 der nun 250 Schülerinnen und Schüler afroamerikanischer Abstammung gewesen. Die Schule war in dieser Zeit ungewöhnlich demokratisch organisiert mit weitgehenden Selbstverwaltungsrechten für die Schülerschaft. Ab 1970 gab es keine Kleiderordnung, Publikationen der Schüler wurden nicht zensiert, und es gab keine Beschränkungen für deren politische Aktivitäten. Die dahinter stehende Philosophie war es, dass die Ausübung dieser Freiheiten den Schülerinnen und Schülern helfen würde, sich zu verantwortlichen und selbstbestimmten Menschen zu entwickeln. Die Stadt Lenox war zu dieser Zeit ziemlich konservativ, die Bewohner der Stadt waren besorgt über das Treiben in der Schule und über das, was davon in der Stadt sichtbar wurde. Die Schülerinnen und Schüler wurden als „Hippies“ verunglimpft, der Drogenkonsum missfiel, und ebenso gemischtrassische Beziehungen zwischen den Schülern.
Was den Bürgerinnen und Bürgern von Lenox nicht gefiel, fand andernorts sehr viel mehr Zustimmung: „In the 1960s, the school hosted concerts by such counterculture icons as Pete Seeger, whose daughter Tinya was a student at Windsor Mountain, and Joan Baez. Other prominent parents who sent their children to Windsor Mountain, which was coeducational and had a religiously and racially integrated student body and faculty before the civil rights activism of the ‘60s, included singer Harry Belafonte, jazz musicians Thelonious Monk and Randy Weston, singer-actor Judy Garland, actor Henry Fonda, and civil rights lawyer Clifford Durr and his wife, activist Virginia Foster Durr.“
„By the Mid 1960’s Things Had Started to Change.“, heißt es auf der Webseite More on Windsor Mountain School: Die Gesellschaft veränderte sich, und in der Folge davon auch Die Schule selbst und die Bedingungen, unter denen sie arbeitete. Der finanzielle Druck wurde größer und mit der gestiegenen Schülerzahl kam auch eine andere Klientel an die Schule. Einige der neuen Schülerinnen und Schüler waren im Grunde jugendliche Straftäter, die von staatlichen Stellen in die Windsor Mountain School geschickt worden waren, in der Hoffnung, dass ihnen dort eine letzte Chance geboten werden könne. Die liberale Schule mit ihrem wenig strukturierten Umfeld war auf diese kleine, aber wirkungsvolle Gruppe nicht vorbereitet. Die von dieser Schülergruppe ausgehenden Verhaltensweisen führten zu Beeinträchtigungen des Schulbetriebs. Sex zwischen Schülern, und in einigen Fällen auch Sex zwischen Dozenten und Schülern, brachte weitere Probleme mit sich, der Drogenkonsum nahm überhand und es kam zu Überdosierungen, Vandalismus und Diebstahl häuften sich. Doch die Schließung der Schule im August 1975 geschah nicht primär aufgrund dieses innerschulischen Konfliktpotentials. Der Ölpreisschock von 1973, der auch den wohlhabenderen Teil des Bürgertums nicht unbeschadet ließ, aus dem sich der größte Teil der Schülerschaft rekrutierte, spielte eine gewichtige Rolle. Eine allmähliche Veränderung in der Verteilung des Reichtums fand statt, in dessen Folge gerade jüngere Eltern, anders als ihre eigenen Eltern, nicht mehr das Geld für ihre Kinder erübrigen konnten, das für deren Besuch einer privaten Schule erforderlich war. Und private Schulen kamen zunehmend in den Geruch, elitäre Einrichtungen zu sein. Es entstand ein Klima, in dem die Schule immer mehr Bedarf an zahlenden Schülerinnen und Schülern hatte, sie aber immer weniger attraktiv wurde für eine intellektuell orientierte Schülerschaft. Es war die Zeit, als in Lenox und Umgebung außer der Windsor Mountain School weitere fünf Schulen schließen mussten, darunter auch die Stockbridge School.
1952 verließen Edith und Otto Reckendorf die Quäkerschule Eerde. Beide unterrichteten ab 1926 schon in der Schulgemeinde Gandersheim, später auch an der Odenwaldschule, bevor sie 1934 nach Holland emigrierten. Ob beide Reckendors nach ihrer Übersiedelung in die USA an der Windsor Mountain School unterrichteten, ist unklar, belegt aber ist es für Edith Reckendorf, die dort als Weblehrerin tätig war. Auch die Tochter der Reckendorfs, Verena Reckendorf Borton, die ebenfalls als Teppichkünstlerin arbeitete, hat vermutlich noch ihre Ausbildung bei ihrer Mutter an der Windsor Mountain School fortgesetzt.
Das ehemalige Schulgebäude der Windsor Mountain School gehört heute der Boston University und wird „used as a summer music school and also for Berkshire Country Day classes“. Heinz Bondy übernahm nach der Schließung der Schule einen Verwaltungsposten an der University of Massachusetts in Boston und half die „Elkins Mountain School“ in Elkins (West Virginia) zu gründen. 1989 zog er in die Gegend von Washington und arbeitete als Direktor der Canterbury School in Accokeek. Von 1994 bis zu seiner Pensionierung im Jahr 1998 war Heinz Bondy Direktor der „Christian Family Montessori School“, einer Grundschule, in Mount Rainier im Prince George County in Maryland. Er starb am 18. Februar 2014 in der „Asbury Methodist Village retirement community“ in Gaithersburg.